# Encarsia colima
Encarsia colima is een vliesvleugelig insect uit de familie Aphelinidae. De wetenschappelijke naam is voor het eerst geldig gepubliceerd in 2005 door Myartseva.